# Ryan Koolwijk
Ryan Koolwijk (* 8. srpna 1985, Rotterdam, Nizozemsko) je nizozemský fotbalový záložník se surinamskými kořeny, který v současné době působí v klubu SBV Excelsior. Mimo Nizozemsko působil na klubové úrovni na Slovensku v klubu AS Trenčín.

## Klubová kariéra
V Nizozemsku hrál postupně za SBV Excelsior, NEC Nijmegen a FC Dordrecht. V Excelsioru a Nijmegenu byl kapitánem týmu.
V lednu 2015 odešel jako volný hráč na Slovensko do klubu FK AS Trenčín, angažmá mu doporučil bývalý spoluhráč z Nijmegenu Samuel Štefánik. V sezóně 2014/15 vyhrál s týmem slovenský fotbalový pohár, ve finále se představil proti mužstvu FK Senica, zápas se rozhodl až v penaltovém rozstřelu. Zároveň se stal ve stejném ročníku mistrem Fortuna ligy a mohl slavit zisk double.
V sezóně 2015/16 s týmem Trenčína obhájil double – prvenství ve slovenském poháru i v lize. Po úspěšné sezóně se rozhodl změnit klub. 

Po roce a půl na Slovensku se vrátil v létě 2016 do Nizozemska do klubu SBV Excelsior, kde podepsal tříletou smlouvu. Původně chtěl zůstat v zahraničí déle, ale kvůli studiu na trenérskou licenci a plánu založení fotbalové školy se vrátil do vlasti.